# Distretto di Lurigancho-Chosica
Il distretto di Lurigancho-Chosica è un distretto del Perù che appartiene geograficamente e politicamente alla provincia e dipartimento di Lima noto particolarmente per assomigliare al paesaggio naturale di Marte.

## Data di fondazione
- 9 novembre del 1896

## Amministrazione
- Sindaco 
  - 2023-Oggi: Oswaldo Hernán Vargas Cuéllar.
  - 2019-2022: Víctor Castillo Sánchez.
  - 1993-2018: Luis Fernando Bueno Quino

## Popolazione e superficie
- 169 359 abitanti (INEI 2007) di cui il 51% sono donne e il 49% uomini
- 236,47 km² (12° 02' S 77° 01' W)

## Distretti confinanti
Confina a nord e a est con la Provincia di Huarochirí; a sud con il Distretto di Ate e con il Distretto di Chaclacayo; e a ovest con il Distretto di San Juan de Lurigancho.